# Lycopus asper
Lycopus asper  (лат.) — вид цветковых растений рода Зюзник (Lycopus) семейства Яснотковые (Lamiaceae). 

## Ботаническое описание

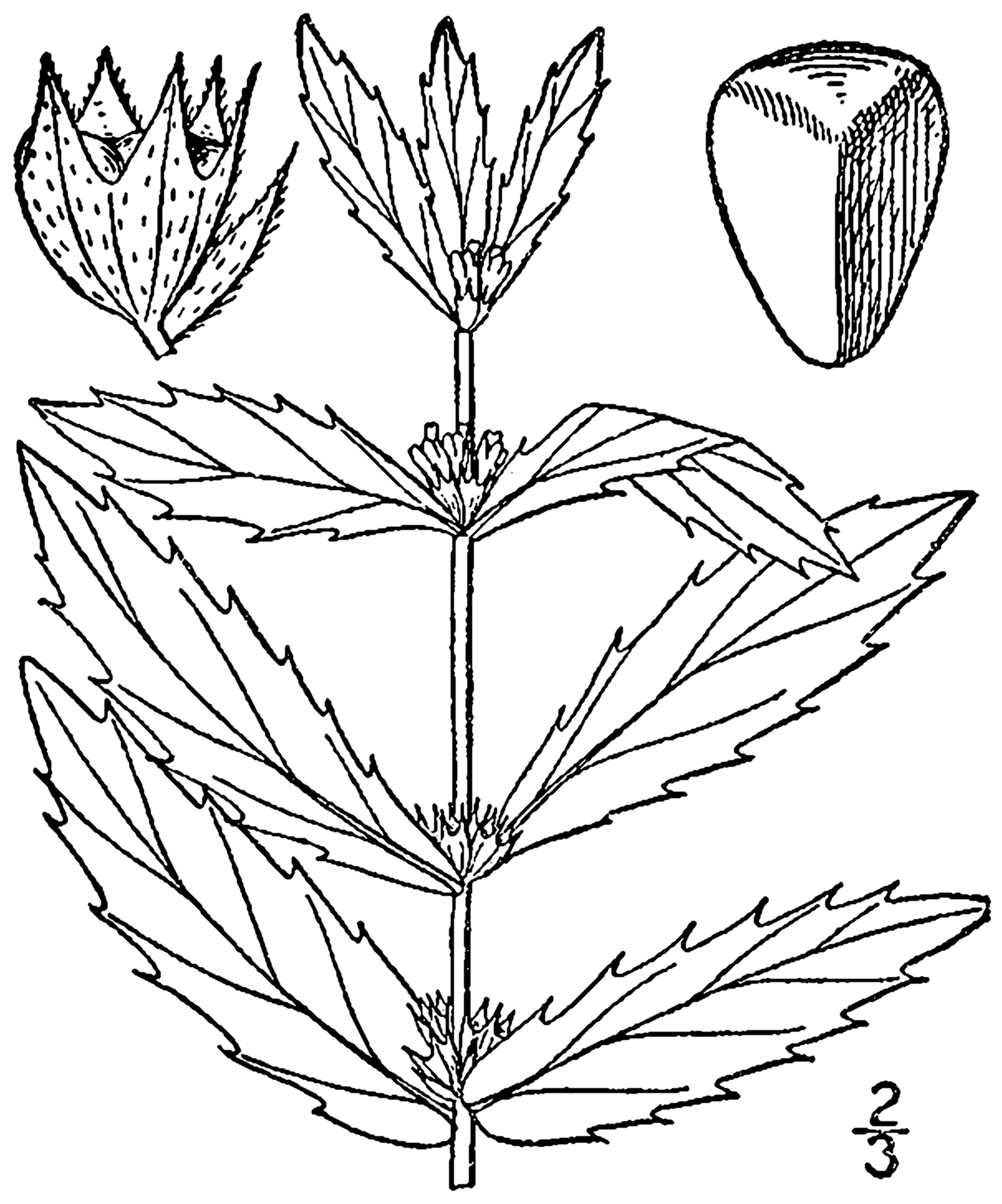
Ботаническая иллюстрация

Многолетнее травянистое растение с толстым узловатым корневищем. Формирует прямостоячие, округлые в поперечном сечении стебли до 80 см (иногда до 1 м) высотой. На нём располагаются пары зубчатых листьев и головки цветков в их пазухах. Цветки белые, несколько мм длиной.

## Распространение и местообитание
Вид обычен для большей части Северной Америки, где произрастает главным образом во влажных местах, например, почвах вблизи озёр. 

## Синонимика
- Lycopus maritimus Greene
- Lycopus obtusifolius Benth.
- Phytosalpinx aspera (Greene) Lunell[1]